# Valkház
Valkház (1899-ig Nagy-Valkház, szlovákul Vlkas) község Szlovákiában, a Nyitrai kerületben, az Érsekújvári járásban.

## Fekvése
Érsekújvártól 20 km-re északkeletre, a Nyitra bal partján fekszik.

## Élővilága

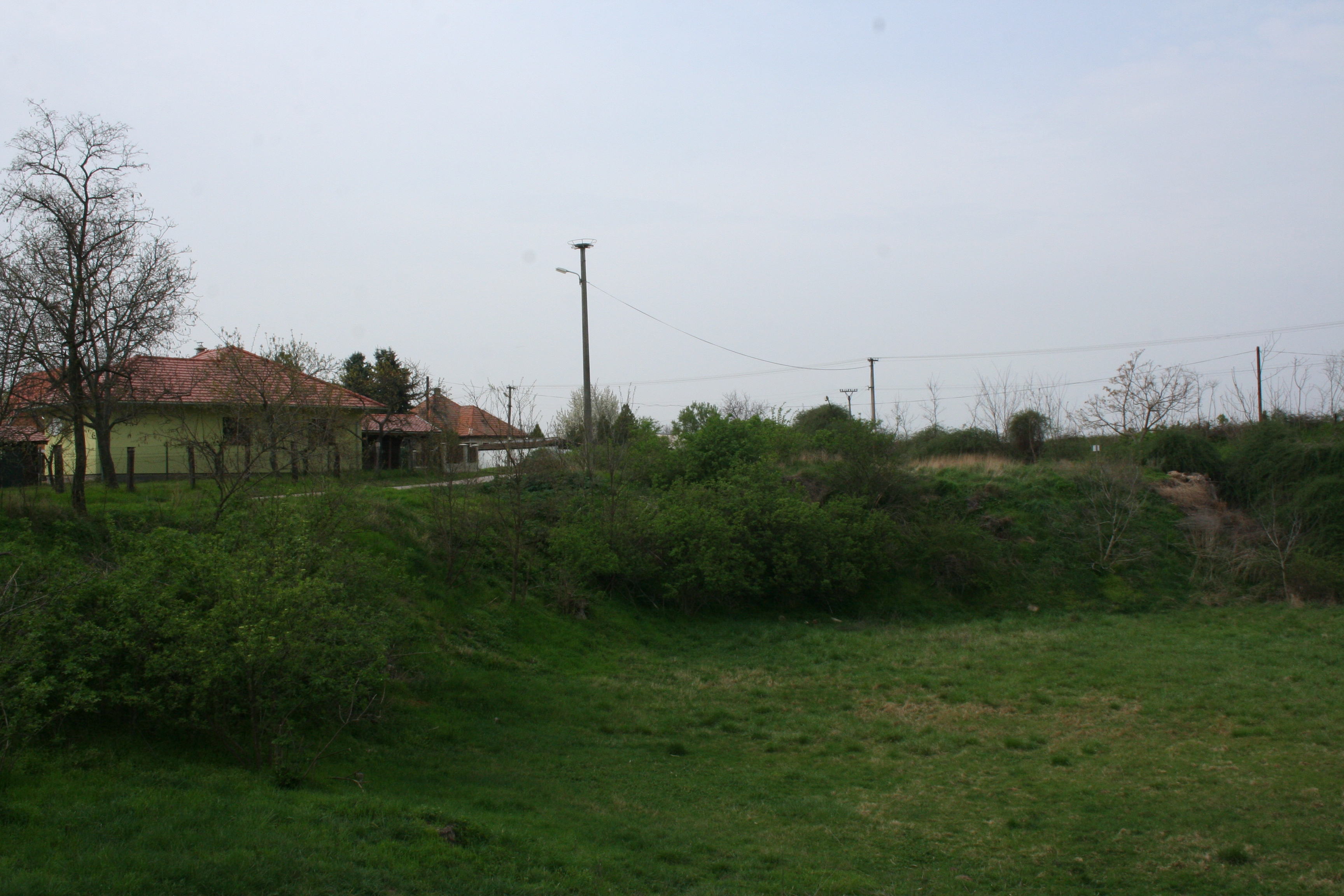
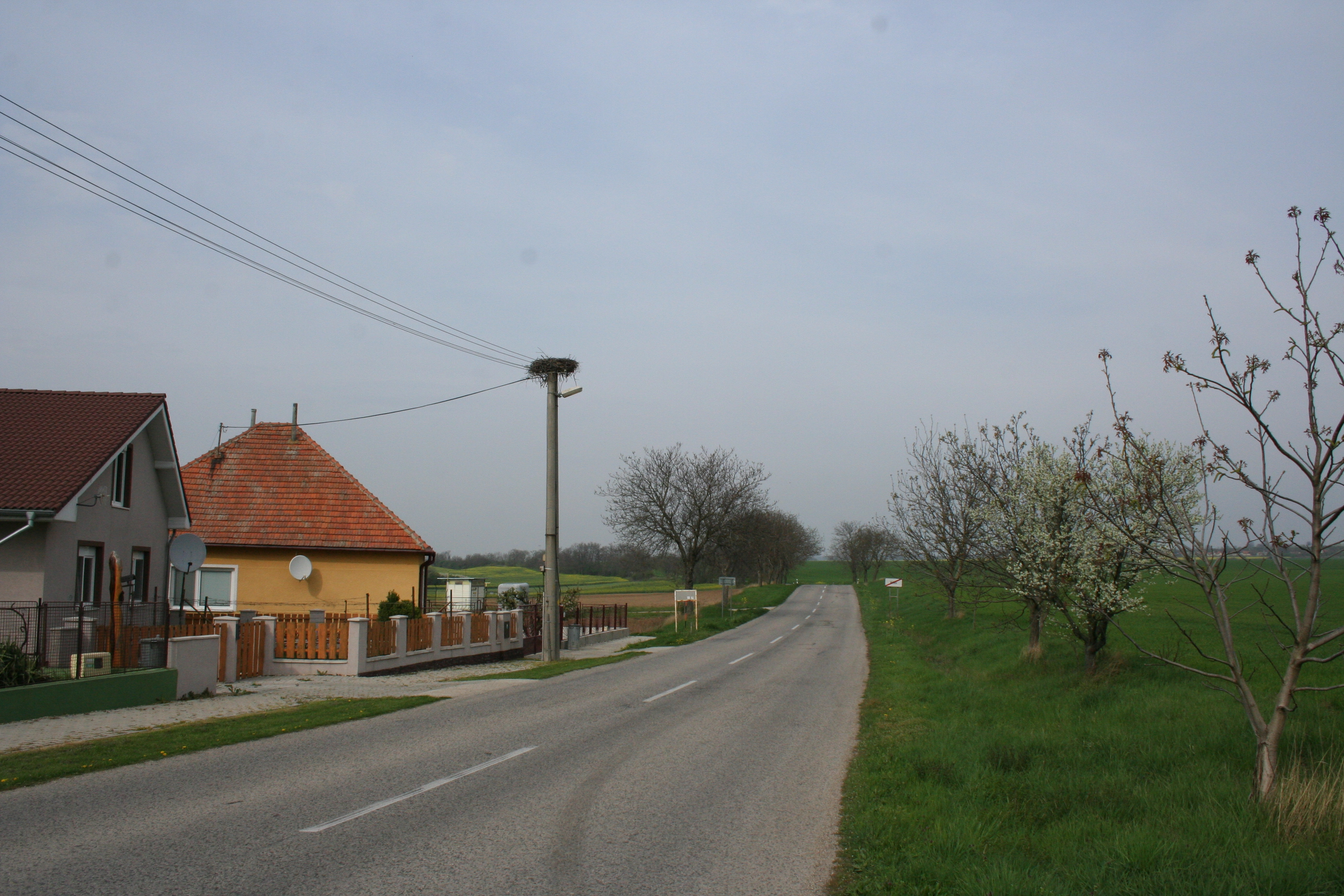

Valkházán egy gólyafészek és egy alátét van, 2014-ben nem volt költés.

## Története
A régészeti leletek tanúsága szerint területén már az újkőkorszakban is éltek emberek. Ebből a korszakból a vonaldíszes kultúra és a lengyeli kultúra településeinek nyomait találták itt meg. A korai bronzkorban a hévmagyarádi kultúra, később a latén kor egy települése állt itt, de lakott volt a 9. században is. Az itteni csontvázas temetőt egykori szláv település temetőjének tartják.
A mai települést 1221-ben Wolcaz néven említik először. 1252-ben "Walkaz", 1290-ben "Wulkaz", 1293-ban „Wolkaz” alakban szerepel a korabeli forrásokban. A falu kezdetben helyi nemesek birtoka. 1330-ban Károly Róbert király a Kacsics nemzetségnek adományozta. 1534-ben a Nyáry családé, ebben az évben 6 portája adózott, később a Barlanghy és Balogh családoké. Az északra fekvő Kisvalkház 1570-ben már puszta volt. 1608-ban Valkház a töröknek és a császárnak is fizetett adót.  1601-ben 18 ház mellett a Thonhauser család majorja állt itt. A reformáció hatására lakói a 16. században az evangélikus hitre tértek át. 1720-ban 11 volt az adózók száma. 1828-ban 64 házában 430 lakos élt, akik főként mezőgazdasággal foglalkoztak. 1866-ban a községet kolera pusztította, lakói közül sokan a faluból  a szőlőhegyre menekültek. 14 nap alatt a járványnak 62 lakos esett áldozatul. 1873 májusában nagy fagy pusztította el a termést.
Vályi András szerint " Nagy Valkaz. Elegyes falu Bars Várm. földes Urai több Urak, fekszik Nagy Mányához közel, és annak filiája; földgye, réttye jó, legelője elég, fája van tűzre, keresettye Komáromban, és másutt. Kis Valkaz. Szabad puszta Bars Várm. földes Ura Gál Uraság, fekszik Nagy-Mányához nem meszsze, mellynek filiája."
Fényes Elek szerint " Nagy-Valkáz, Valkazowcze, Bars m. tót-magyar falu, a Zsitva mellett; 381 kath., 45 ref. lak. 1-ső osztálybeli határ. F. u. többen. Ut. p. Verebély. Kis-Valkáz, Bars vmegyében, puszta, 28 kath. lak. " 
Bars vármegye monográfiája szerint "Nagyvalkház, zsitvamenti tót kisközség, 399 róm. kath. vallású lakossal. IV. Béla király egyik 1231-iki oklevele villa Valkház néven említi már. 1290-ben a nyitrai káptalan egyik bizonyságlevelében Wulkaz alakban szerepel. Régi földesurai ismeretlenek. Az újabb korban a Barlanghy és a Balogh család volt a birtokosa. A mult század elején találkozunk Walkazowcze tót nevével is. Katholikus temploma 1772-ben épült. Ide tartozik János puszta is. A község postája, távirója és vasúti állomása Nagymánya."
A trianoni békeszerződésig Bars vármegye Verebélyi járásához tartozott. 1938 és 1945 között újra Magyarország része.

## Népessége
| Év:            | 1994. | 2004.    | 2014.   | 2024.   |
| -------------- | ----- | -------- | ------- | ------- |
| Emberek száma: | 380   | 307      | 334     | 303     |
| Eltérés:       |       | -19,21 % | +8,79 % | -9,28 % |

| Év:            | 2023. | 2024.   |
| -------------- | ----- | ------- |
| Emberek száma: | 316   | 303     |
| Eltérés:       |       | -4,11 % |

1880-ban 370 lakosából 307 szlovák, 51 magyar és 11 német anyanyelvű, illetve 1 csecsemő lakta, ebből 315 katolikus, 43 református, 11 zsidó és 1 más vallású.
1910-ben 484 lakosából 281 szlovák, 203 magyar, ebből 418 római katolikus, 58 református, 6 evangélikus és 2 zsidó.
2001-ben 338 lakosából 327 szlovák volt.
2011-ben 335 lakosából 326 szlovák volt.
2021-ben 316 lakosából 3 (+1) magyar, 310 szlovák, 1 egyéb és 2 ismeretlen nemzetiségű volt.

## Neves személyek
- Anyai ágon innen származott Persay Gyula (1855-1924) gyógyszerész, gyógyszertár-tulajdonos, novai földbirtokos.

## Nevezetességei

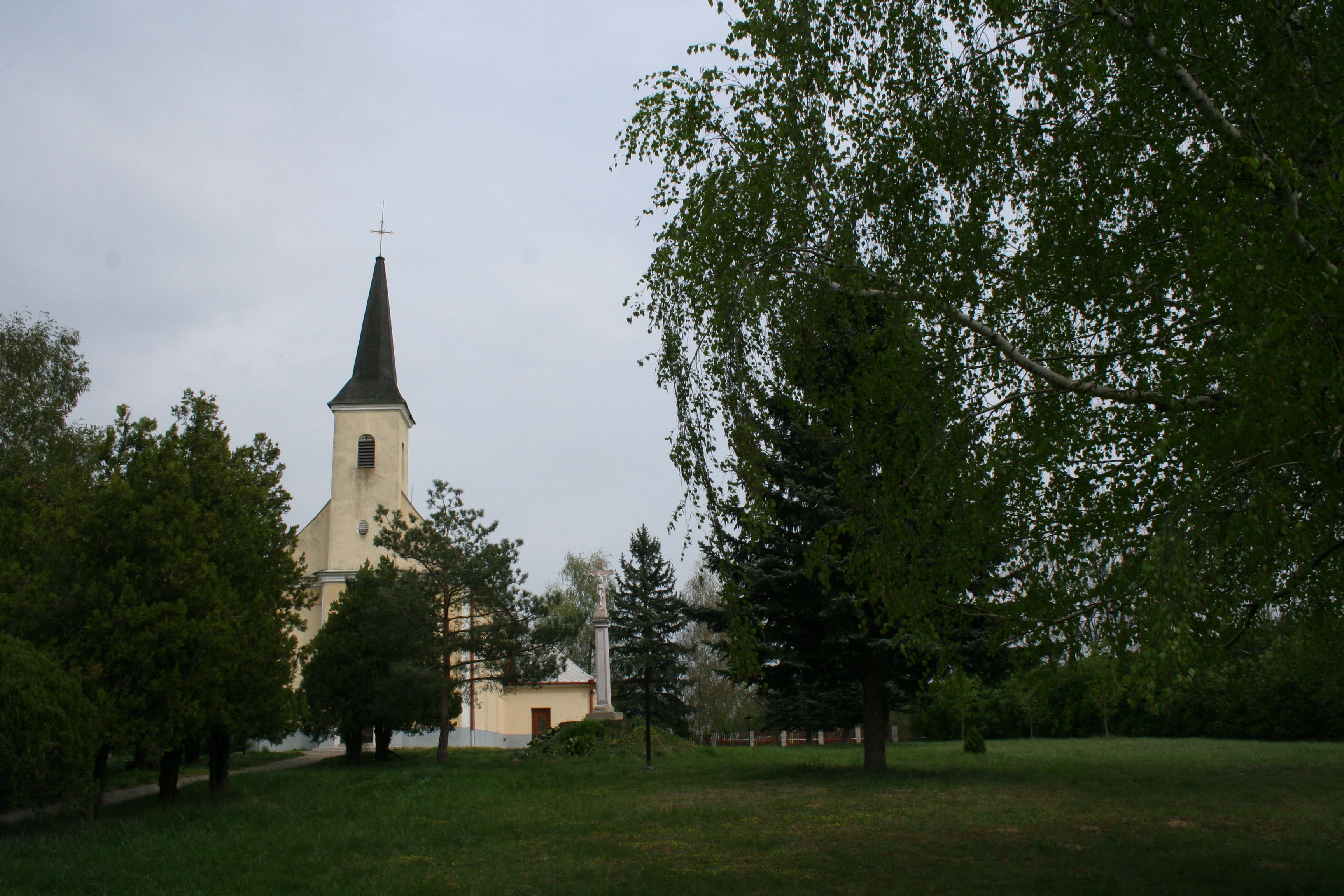
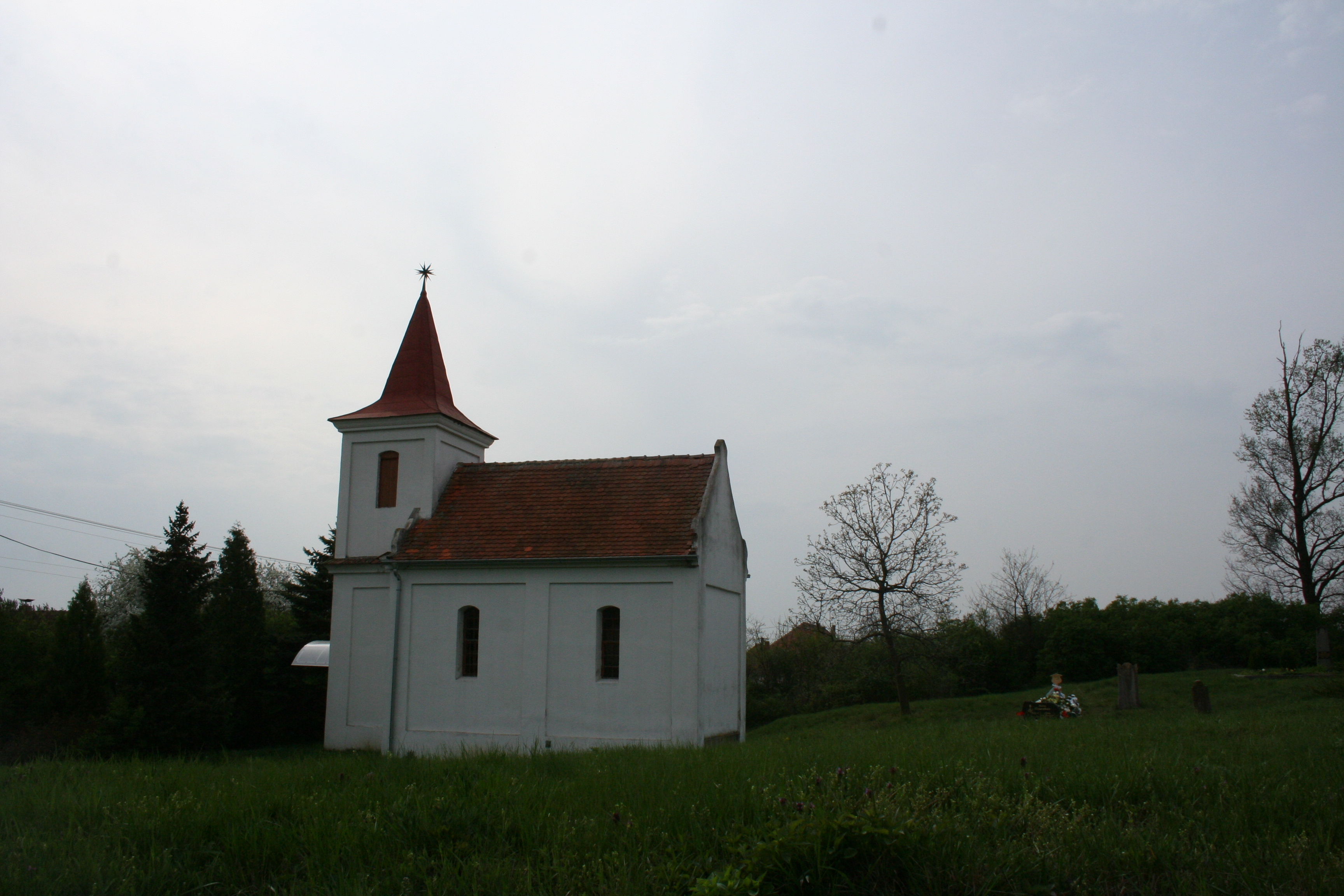
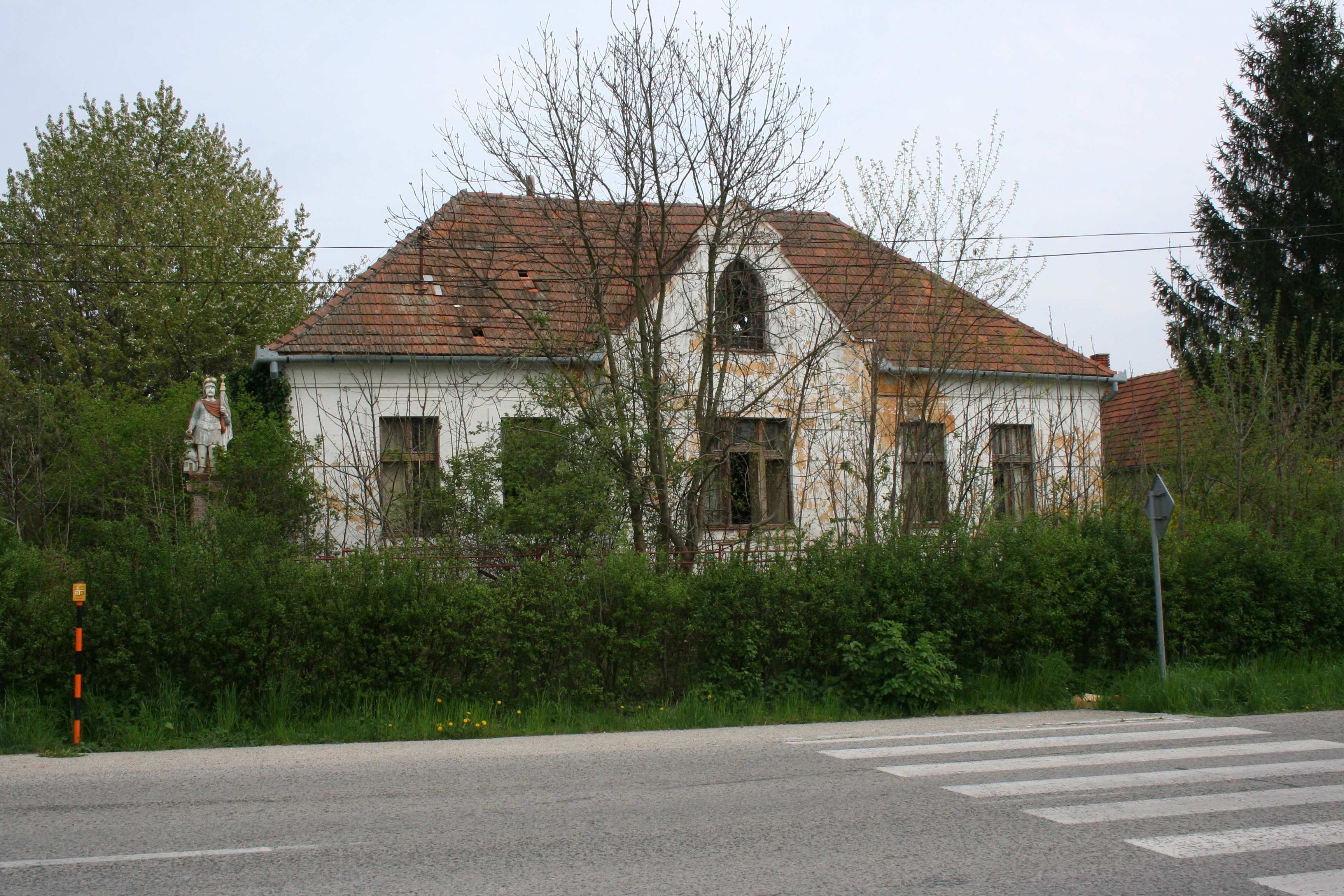
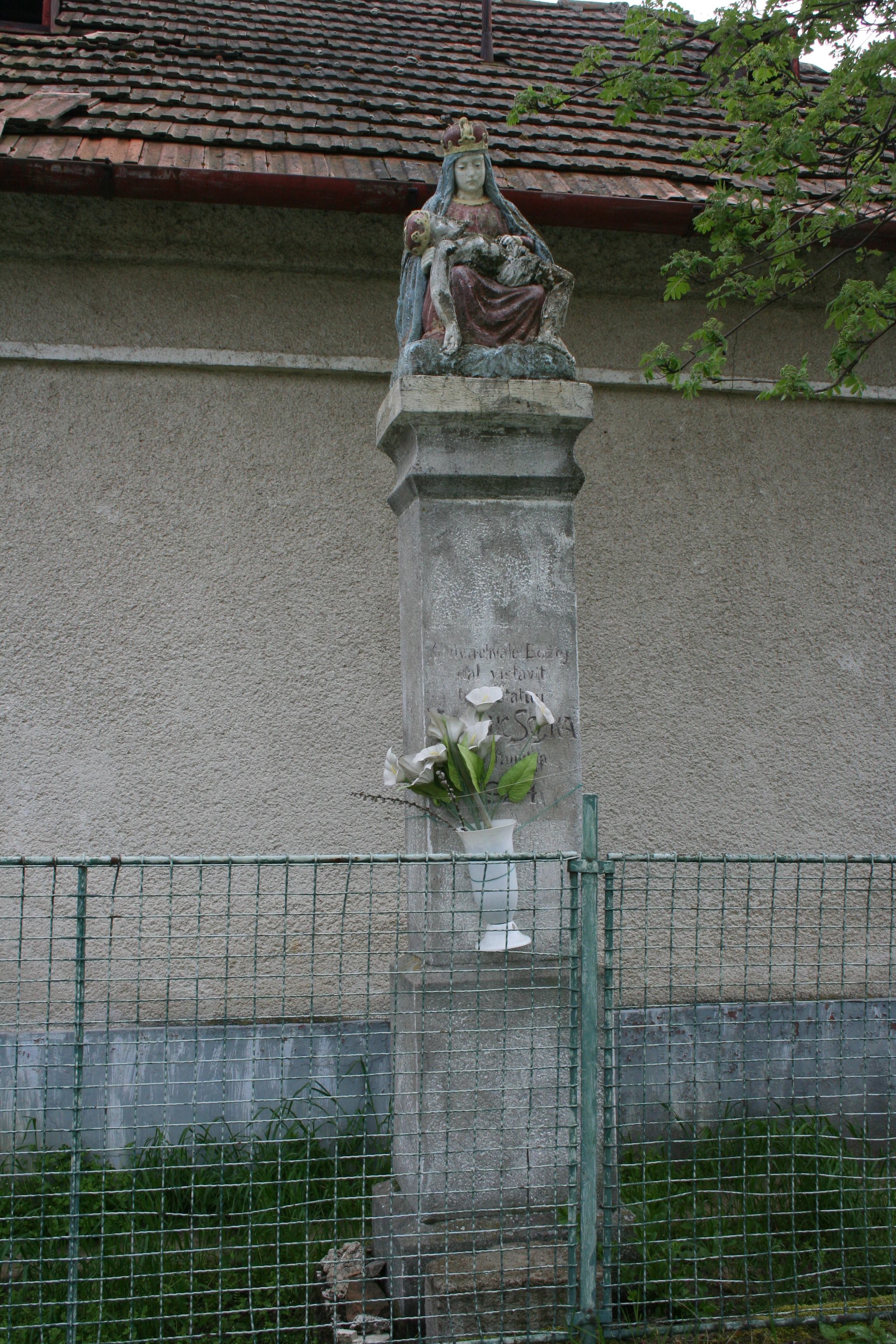
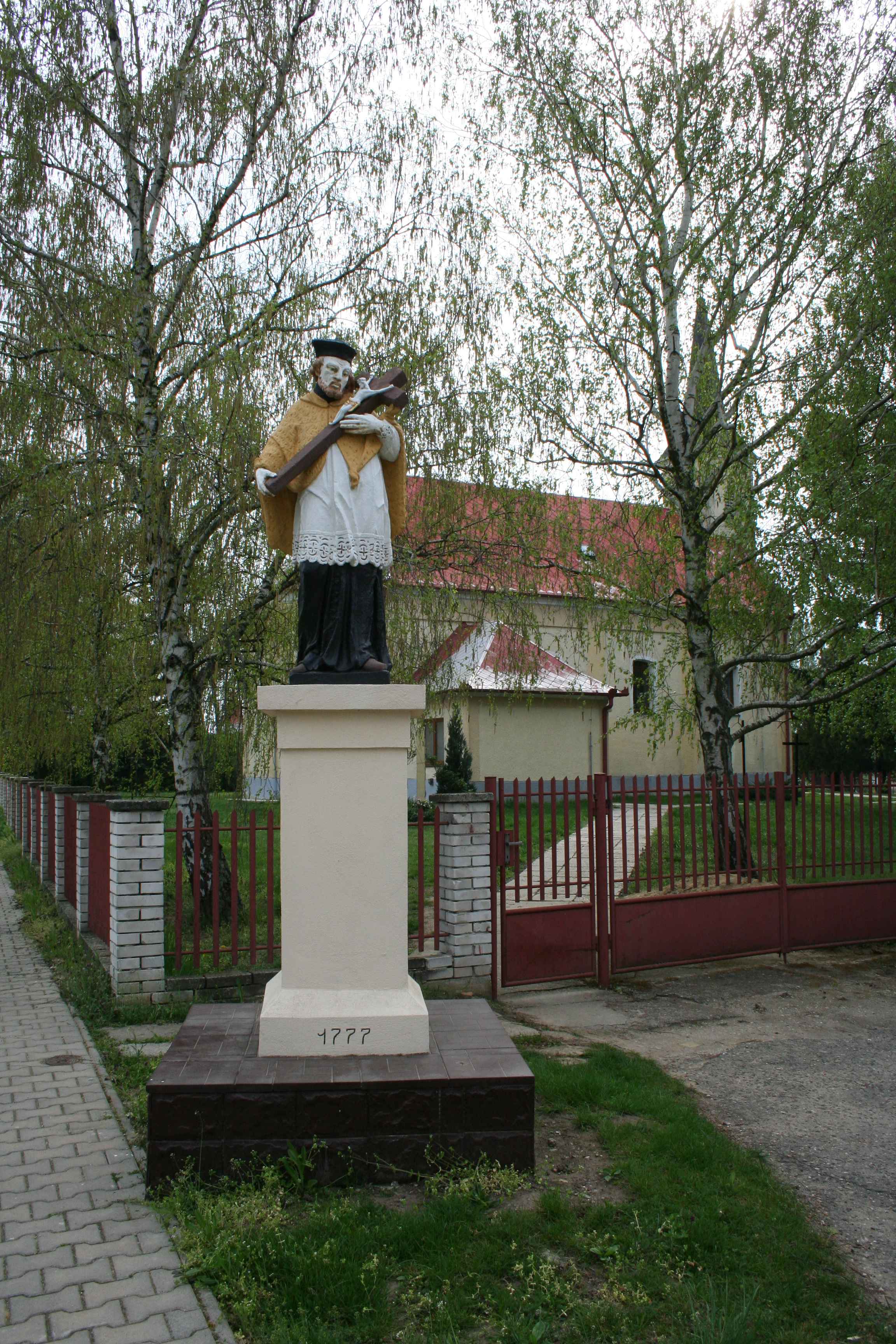
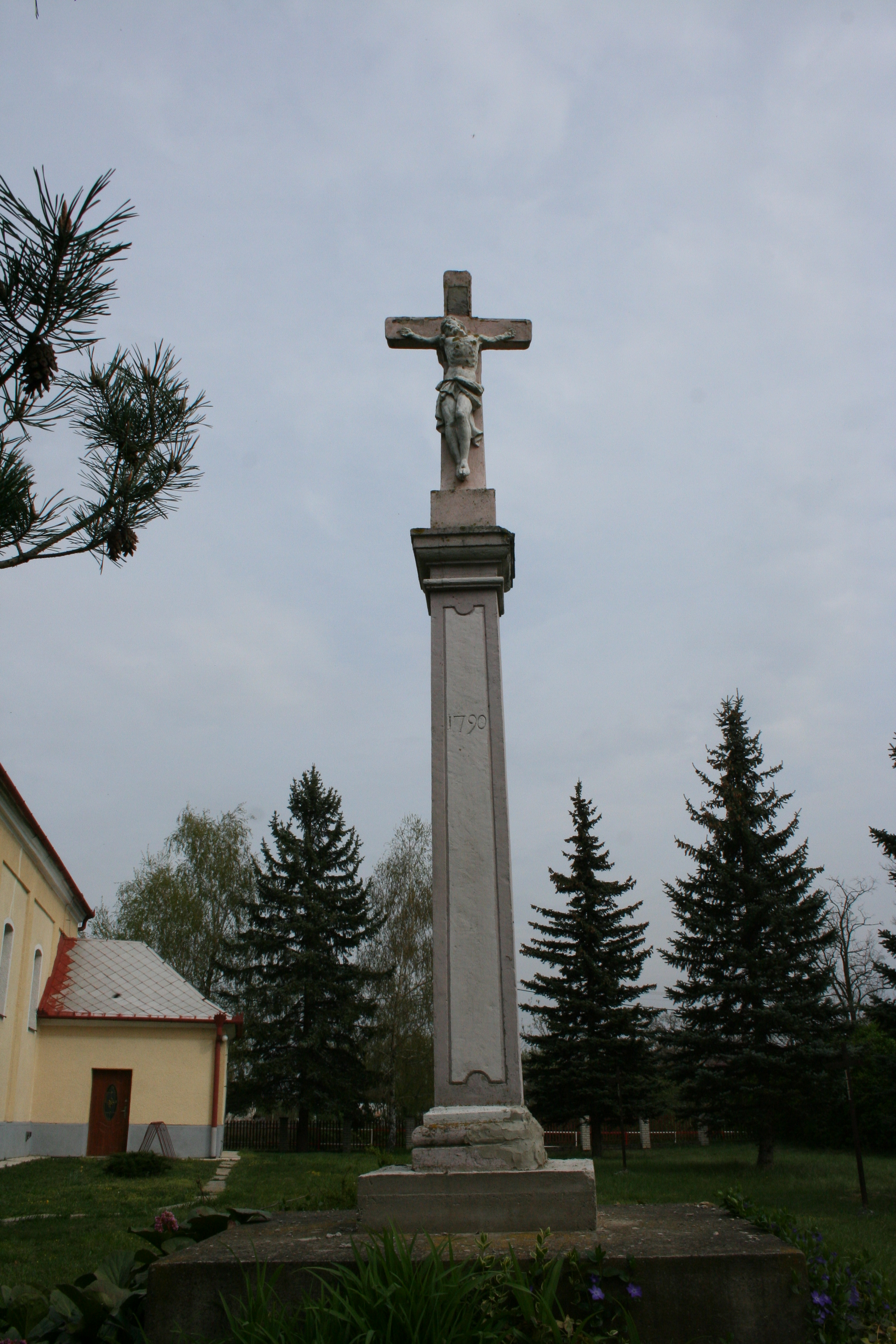
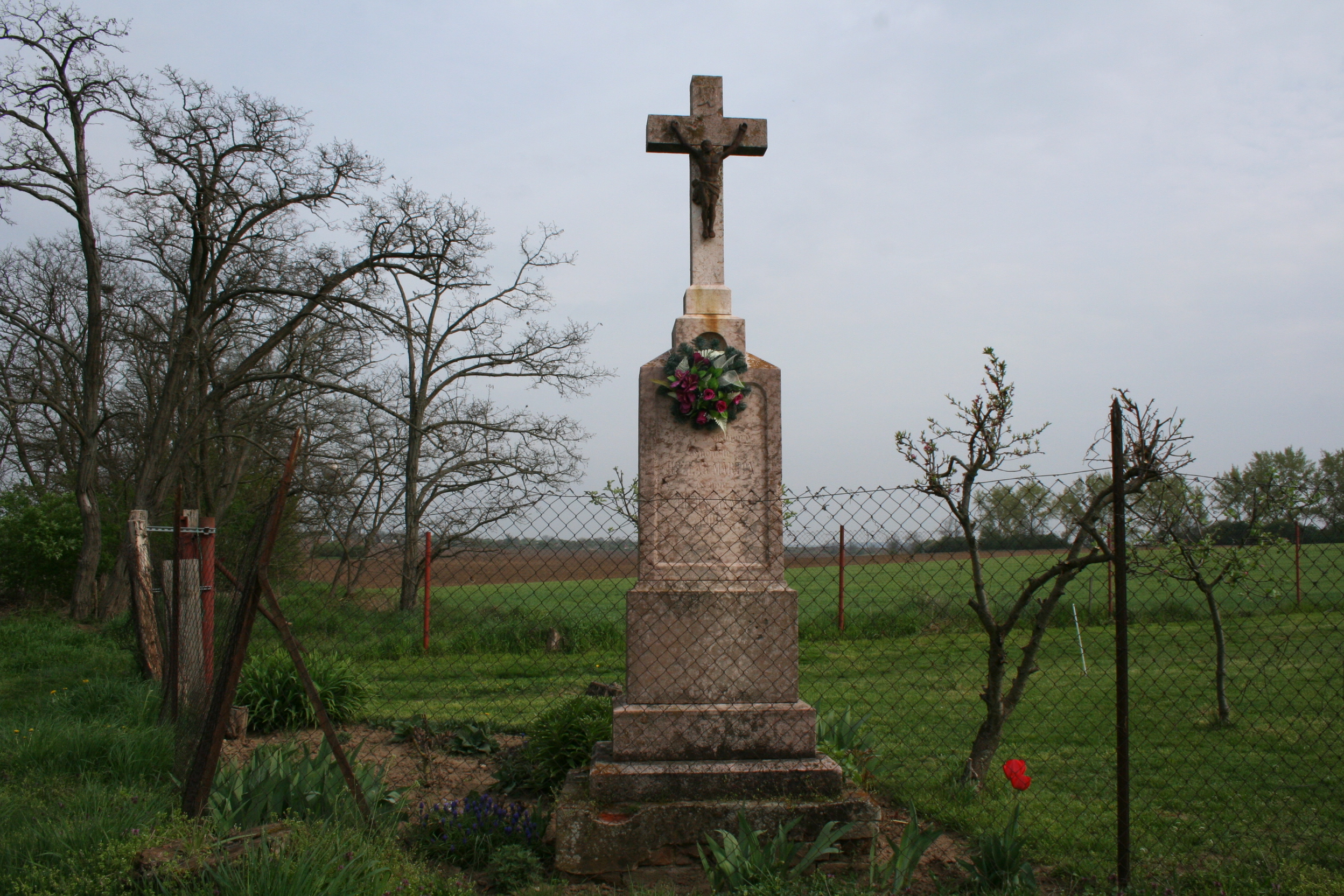

- Római katolikus temploma 1722-ben épült barokk stílusban, a 19. század elején klasszicista stílusban építették át.
- Református templom

## Külső hivatkozások
- Hivatalos oldal
- E-obce.sk Archiválva 2008. december 11-i dátummal a Wayback Machine-ben
- Községinfó
- Valkház Szlovákia térképén